# Bandwagoneffekt

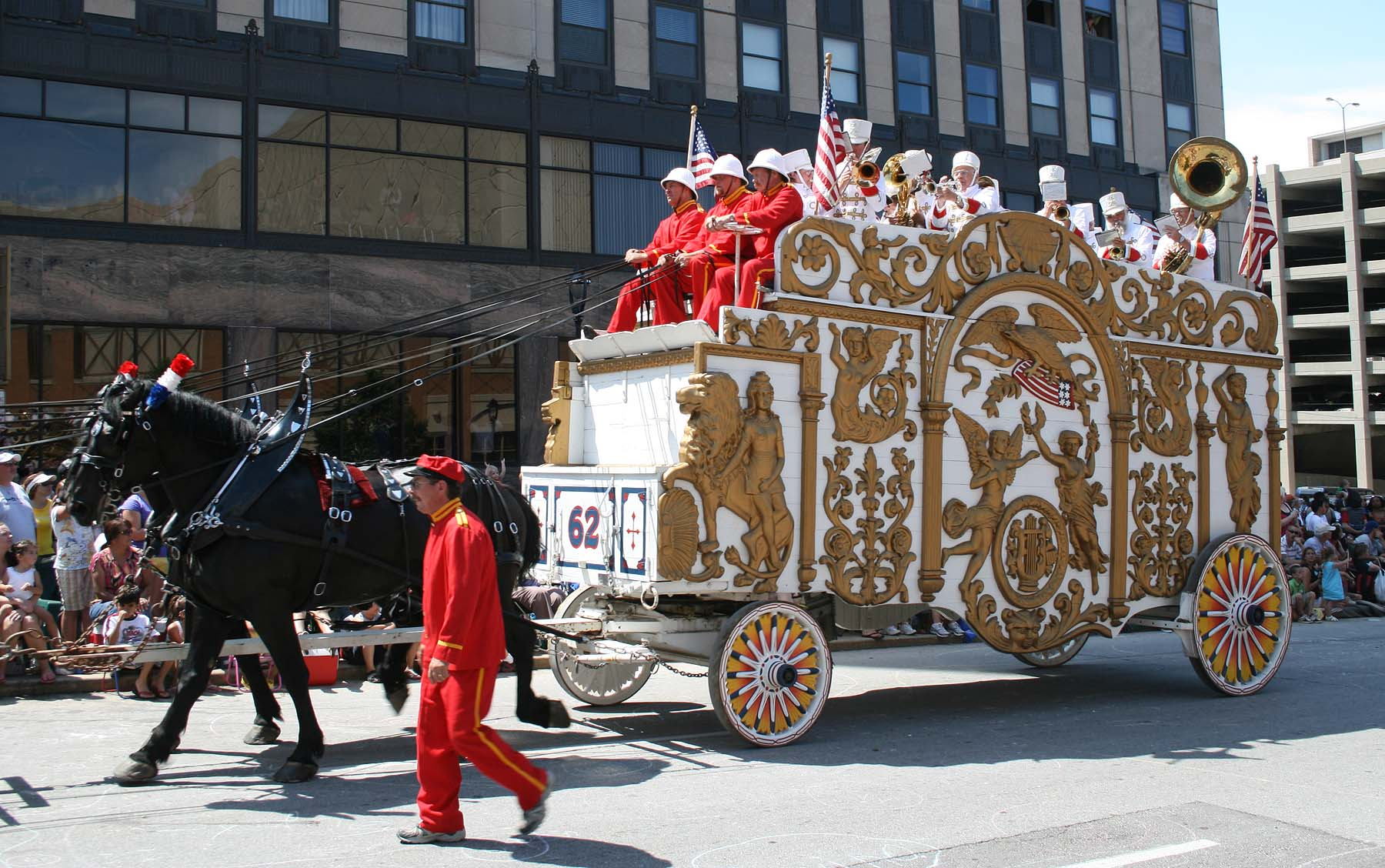
En amerikansk bandwagon, som gett effekten dess namn

Bandwagoneffekt är fenomenet att människor tenderar att anta åsikter som de tror att majoriteten av omgivningen har . Uttrycket kommer ursprungligen från valundersökningar i USA, och bygger på talesättet "jump on the bandwagon" (att ge sitt stöd till någon som ser ut att gå mot seger).